# Шагинян, Шаген Месропович
Шаген Месропович Шагинян (16 марта 1922, Чалтырь, Донская область — 16 марта 1988) — поэт, писатель, журналист, фольклорист, краевед, переводчик. Участник Великой Отечественной войны. Награждён орденом Отечественной войны I степени, медалями: «За отвагу», «За оборону Севастополя», «За трудовую доблесть», «За трудовое отличие», «За победу над Германией», «За доблестный труд», «Ветеран труда», удостоен премии имени Н. Погодина..

## Биография
Родился в селе Чалтырь 16 марта 1922 года. Рано потерял отца, мама воспитывала его и младшую сестру. Окончил Чалтырскую семилетнюю школу № 1. Во время обучения в школе увлекался искусством, участвовал в постановках спектаклей на сельской сцене. Поступил в Ереванское театральное училище, но его не окончил, началась Великая Отечественная война. Вернулся в Чалтырь, работал в редакции районной газеты «Коммунар», потом был навалоотбойщиком на шахте «Нежданная», в городе Шахты. Шаген Месропович Шагинян — участник Великой Отечественной войны, с 1943 года на фронте, воевал на Северном Кавказе, на юге Украины, в Крыму, был командиром миномётного расчёта. Из-за ранения под Севастополем был демобилизован, вернулся домой в село Чалтырь инвалидом второй группы. После окончания Великой Отечественной войны, работал директором районного Дома культуры. С 1952 года работал в редакции районной газеты — корректором, заведующим  ряда  отделов,  ответственным   секретарем, заместителем, затем пятнадцать лет был главным редактором «Зари коммунизма» до ухода на пенсию. Шаген Месропович получил образование — общее филологическое и специальное журналистское. Шагинян Ш. М. — член Союза журналистов СССР (1958), член бюро Ростовской областной журналистской организации, член райкома партии и райисполкома, член фольклорно-этнографической секции при Ростовском отделении Союза писателей России, председатель районного отделения Всесоюзного общества книголюбов, избирался неоднократно депутатом райсовета народных депутатов.
Скончался Шаген Месропович Шагинян в 1988 году.
В селе Чалтырь одна из улиц названа его именем, в школах района по книгам Шагена Месроповича изучают фольклор родного края. Ольга Мартыновна Шагинян говорит: «В Чалтыре, на доме где он жил, установлена памятная доска — первая на Дону, увековечивающая память журналиста-фольклориста».

## Творчество
Шаген Месропович разносторонний, творческий и одарённый человек, он был поэтом, писателем, драматургом, журналистом, краеведом, переводчиком, собирателем фольклора. Ростовский журналист Вера Волошинова так отзывалась о нём:

Его открытость и постоянное внимание к окружающим всегда собирали вокруг него много народу. Кажется, не осталось в Чалтыре такой сферы деятельности, к которой не был бы причастен Шаген Месропович.
Своё первое стихотворение он написал в 12 лет, которое принёс в районную газету.
Шаген Шагинян написал около десяти стихотворений о войне, писал о природе, о любви, посвящал стихотворения матери, землякам, родному селу, Мясниковскому району. В 1930—1970 годы создал много стихотворений, но дошло всего 26 и были стихотворения на армянском языке, за исключением одного «Говк вордиакан», переведенного Хевондом Наирьяном. Его стихотворение «Дай руку» («Церкыд бер») перевела Кнарик Хартавакян к его 80-летию.
Многие стихотворения Шагена Месроповича Шагиняна были положены на музыку им самим и Мкртичем Кеворковичем Люледжияном (фольклорист, композитор и этнограф). Шаген Месропович является автором песен: «Морыс» («Матери») и «Говк вордиакан», которые в 1970 годы были исполнены 4-голосным хором Мясниковского РДК, позже их исполнял детский коллектив «Цицернак».
Шагинян сочинял не только стихи, но писал и музыку к песням, это «Песня Победы», которая была написана в 1945 году, «Комбайнавар» («Комбайнер») и «Колхозник-ынкерочыс» («Другу-колхознику»), эти песни вошли в репертуар фольклорной группы «Цахкепунч».
В 1940 году Шаген Месропович создаёт драматическое произведение «Арзу и Хамбер», первая постановка этой драмы была поставлена 4 июля 1944 года. Затем на сельских сценах ставились и другие инсценировки по юмористическим рассказам Шагиняна, в которых сам  участвовал.
Статьи, очерки, рассказы Шагена Месроповича Шагиняна были опубликованы в районных и областных газетах: «Молот», «Комсомолец», «Таганрогская правда», а также  и в других издательствах Северного Кавказа, среди них книги: «Баллада о матери», «Крепче алмаза», «Сказ о дружбе». В 1982 году он был удостоен премии имени Николая Погодина.
Шаген Месропович занимался и переводами, он перевёл с армянского на русский повесть ереванского писателя Геворка Деврикяна «Земля круглая», на армянский язык перевёл повесть Виталия Александровича Закруткина «Матерь человеческая», «Сказки Тихого Дона» Петра Васильевича Лебеденко, произведения Алексея Абрамовича Коркищенко «Внуки красного атамана» и Якова Кривенка «Домик под абрикосами».
Шаген Месропович Шагинян — собиратель фольклора, за 50 лет он собрал около 3000 пословиц и поговорок, более 30-ти сказок крымских — донских армян, около 30-ти народных песен, 200 загадок, 40 басен, тостов, заклинаний, более 60-ти притч. При жизни Шагена Месроповича были опубликованы четыре фольклорных сборника, в 1971 году издательство Академии наук Армении в серии «Армянская этнография и фольклор» издало 30 басен, записанных  Шагиняном. В 1973 году «Ростиздат» выпустил сборник пословиц и поговорок «Дерево сильно корнями» на двух языках, с предисловием Г. Эмина, в  1979 году сборник  «Доброе  слово — что  весенний день». в 1974 году Ереванское издательство «Советакан грох» опубликовало новый сборник «Вековые корни». В 1990 годы в Ростове-на-Дону были опубликованы два фольклорных сборника «Меч Авлуна», в которые были включены сказки донских армян и многожанровый иллюстрированный сборник «Арзу и Хамбер».
Вера Волошинова говорит об Шагене Месроповиче Шагиняне: «Он оставил нам нашу культуру! А как сказать по-другому о подвиге журналиста, который еще с юных лет собирал фольклор донских армян. ...Выполнил Шаген Месропович свое предназначение на этой земле — и оставил о себе память долгую и добрую».

## Награды
- Орден Отечественной войны I степени.
- Медаль «За отвагу».
- Медаль «За оборону Севастополя».
- Медаль «За победу над Германией в Великой Отечественной войне 1941—1945 гг.».
- Медаль «За трудовую доблесть».
- Медаль «За трудовое отличие».
- «За доблестный труд».
- Медаль «Ветеран труда».
- Премия имени Н. Погодина.